# Cosmosoma cruenta
Cosmosoma cruenta är en fjärilsart som beskrevs av Perty 1834. Cosmosoma cruenta ingår i släktet Cosmosoma och familjen björnspinnare. Inga underarter finns listade i Catalogue of Life.